# Skorica
Skorica (cyr. Скорица) – wieś w Serbii, w okręgu niszawskim, w gminie Ražanj. W 2011 roku liczyła 803 mieszkańców.